# Irma Thomas
Irma Thomas, de son vrai nom Irma Lee, est une chanteuse de rhythm and blues américaine, née à Ponchatoula (Louisiane) le 18 février 1941. Elle est surnommée la reine de la soul de La Nouvelle-Orléans.

## Biographie
Enceinte à 14 ans, elle quitte l’école et se marie. Elle chante à l’Église baptiste de la Mission d'accueil de La Nouvelle-Orléans. Elle divorce très vite et se remarie avec Andrew Thomas, qui lui donne son nom d’artiste. Elle signe peu après son premier contrat avec Ron Records et obtient d’emblée un premier succès avec Don't Mess with My Man (1960).
Elle est remarquée par Minit Records, qui lui fait signer un nouveau contrat en 1961. Elle popularise Girl Needs Boy (1961), It’s Raining, Two Winters Long (1962) et Ruler of My Heart (1963). Elle passe en 1964  chez Imperial Records, qui lui fait enregistrer deux albums et une quinzaine de singles. Ses plus grands succès : Wish Someone Would Care (1964), You Don’t Miss a Good Thing, Sufferin’ with the Blues (1964), Teasing, but You’re Pleasing (1966)… Elle signe chez Chess Records en 1967.
Elle se marie une troisième fois au début des années 1970 avec Emile Jackson.
Elle reprend en 2006 le morceau d'Arthur Alexander In the Middle of It All.  Elle se produit au Festival Blues Passions de Cognac (Charente) le 26 juillet 2006.
Elle reçoit le Grammy Award du meilleur album de blues contemporain en 2007 pour After the Rain.

## Discographie
(sélection)
- Soul Queen of New Orleans, 1978  (Album classé parmi les 50 plus grands albums de tous les temps catégorie "Women who rock" par Rolling Stone Magazine)[3]
- A Woman's Viewpoint (The Essential 1970s Recordings), Kent, 1977, réédition 1991
- The New Rules, Rounder, 1986
- Simply the best : Live !, Rounder 1991
- My heart’s in Memphis, Rounder 2000
- Straight from the Soul, Stateside, 2004
- Simply Grand, Rounder, 2008
- The Soul Queen of New Orleans/50th Anniversary Celebration, Rounder, 2009